# Theretra mansoni
Theretra mansoni là một loài bướm đêm thuộc họ Sphingidae. Nó được tìm thấy ở Ấn Độ.
Chiều dài cánh trước khoảng 31 mm. Nó rất giống với Theretra alecto, chỉ khác nhau màu nền của phía trên thân và cánh truwóc và phía dưới của cả hai cánh.